# 루이스구

루이스구의 위치

루이스구(영어: Lewes District)는 잉글랜드 이스트서식스주에 위치한 비도시 자치구로 중심 도시는 루이스이며 인구는 100,229명(2014년 기준), 면적은 292.00km2이다.